# アミハイ・エリヤフ
アミハイ・ベン＝エリヤフ（ヘブライ語: עמיחי בן אליהו、1979年4月24日 - ）はイスラエルの政治家、活動家。2022年12月29日よりエルサレム問題・遺産大臣を務める（2023年11月5日より職務停止中）。
政治姿勢は極右（シオニスト）で、2022年の総選挙では極右政党のユダヤの力から出馬した。エリヤフは2023年パレスチナ・イスラエル戦争で核兵器の使用を主張したことで国際的な注目を集めた。

## 経歴
1979年4月24日、エルサレムに生まれる。父親はシュムエル・エリヤフ、祖父はモルデハイ・エリヤフ。代々ユダヤ教のラビの家系で、かつシオニズムの強力な支持者であった。北部地区のシュロミで育ったエリヤフは、国内の様々なイェシーバーに参加した。兵役中は第35空挺旅団に所属し、2006年の第二次レバノン戦争に参戦した。

### 政治家としてのキャリア
政治家になる以前は極右政党の国家統一党の支持者であった。2022年の第25回イスラエル議会総選挙ではユダヤの力の党名簿で4番目に選ばれ、初当選した 。
12月29日に組閣された第6次ネタニヤフ内閣にはエルサレム問題・遺産大臣として初入閣を果たした。ノルウェー法に則り、2023年1月1日付で議員を辞職した。

#### 核兵器使用を巡る発言
イスラエルとハマースの戦争中の11月5日にユダヤ教超正統派のラジオ番組に出演したエリヤフは、「ガザ地区にハマースと関わっていない人はいない」として人道支援に反対する持論を展開し、司会者から核兵器の使用を問われた際は「選択肢の一つだ」と発言した。またハマースに囚われている200人以上の人質については「帰還を願っているが、戦争には代償が伴う」、ガザ地区に住むパレスチナ人の運命については「彼らはアイルランドにも、砂漠にも行くことができる。ガザの怪物共は自分たちで解決策を決めるべきだ」と強制移住をほのめかす発言をした。
この一連の発言に国内外から批判の声が挙がった。ネタニヤフ首相はエリヤフの発言について「現実からかけ離れている」と述べ、「イスラエル軍は国際法を遵守したうえで行動している」と付け加えた。ネタニヤフは即座にエリヤフを無期限の職務停止処分にした。ハマースの人質の家族から成る団体や野党指導者のヤイル・ラピド前首相は解任を要求した。ヨアフ・ガラント国防大臣、国民統一党首ベニー・ガンツ前国防大臣もエリヤフを非難した。また移住先として言及された北アイルランド議会のジェリー・キャロル議員はパレスチナ人の強制移住の提案を非難した。
エリヤフはX（旧Twitter）上の投稿で、自身の発言について「例え話」だと釈明している。
なおイスラエルは公式に核兵器保有を認めていないが、アラブ連盟のアハメド・アブルゲイト事務局長は「（エリヤフの発言は）イスラエルが核兵器を保有している証」と指摘し、イスラエルのパレスチナ人に対する差別を裏付けるものとして非難した。
2024年11月よりも前に、職務停止処分は終わっている。

## 政治的見解
極右に分類されている。パレスチナ問題について、イスラエルとパレスチナ国が並立する二国家解決に反対している。エリヤフはイスラエルのヨルダン川西岸地区の併合を支持しており、休戦ラインのグリーンラインを「架空の存在」だと発言している。また国防軍と警察がヨルダン川西岸地区のイスラエル人入植者を「悪者」扱いするパレスチナ人の主張を受け入れているとして、治安当局を非難している。

## 私生活
既婚で、6人の子供がいる。2022年総選挙時点で、ヨルダン川西岸地区（ユダヤ・サマリア地区）のユダヤ人入植地リモニムに住んでいる。